# 장림역
장림역(Jangnim station, 長林驛)은 부산광역시 사하구 장림동에 있는 부산 도시철도 1호선의 전철역이다.

## 역사
- 2017년 4월 20일 : 부산 도시철도 1호선 다대포 연장구간 개통과 함께 영업 개시[1]

## 역 구조
2면 2선 상대식 승강장을 가진 지하역이다. 스크린도어가 설치되어 있다.

### 승강장
| 신장림 ↑ |
| \| 상    |
| ↓ 동매   |

| 상행 | ● 부산 도시철도 1호선 | 다대포해수욕장 방면        |
| 하행 | ● 부산 도시철도 1호선 | 부산역·서면·동래·노포 방면 |

- 이 역은 반대방향으로 횡단이 불가능한 역이다.

## 역 주변
- 장림초등학교
- 홈플러스 장림점
- 중앙장림병원
- 신우림아파트
- 장림 3차 동원아파트
- 부경보건고등학교
- 장림여자중학교
- 구평동 방면
- 일룸 장림점
- 대동중학교
- 대동고등학교
- 장림전화국
- 사하경찰서
- 신세계여성병원
- 한백한의원
- 장림동행정복지센터

## 인접한 역
| 부산 도시철도 1호선              | 부산 도시철도 1호선   | 부산 도시철도 1호선 |
| -------------------------------- | --------------------- | ------------------- |
| 098 신장림 다대포해수욕장역 방면 | ● 부산 도시철도 1호선 | 100 동매 노포 방면  |